# 행크 스노
클라렌스 유진 "행크" 스노(Clarence Eugene "Hank" Snow, 1914년 5월 9일 ~ 1999년 12월 20일)는 캐나다, 미국의 컨트리 가수다. 50년의 경력을 거쳐 140장 음반을 취입하고 1950년에서 1980년 사이 85장의 싱글을 빌보드 컨트리 차트에 진입시켰다. 〈I'm Moving On〉, 〈The Golden Rocket〉 등 자작곡 외에 〈The Rhumba Boogie〉, 그리고 〈I Don't Hurt Anymore〉, 〈Let Me Go, Lover!〉, 〈I've Been Everywhere〉, 〈Hello Love〉 등 많은 번안곡으로 1위를 차지했다.
우수한 작곡가로 이름 높은 스노는 청량한 바리톤 음성으로 호연한 범위의 감정을 노현하곤 했는데, 자유에의 즐거움, 실연에의 비통 등이 그런 것이다. 컨트리 음악의 연예인으로서 그는 많은 상에서 수상한 경력을 보유하고 있다. 컨트리 음악 명예의 전당, 캐나다 컨트리 음악 명예의 전당, 캐나다 음악 명예의 전당의 회원이기도 하다. 노바스코샤주 리버풀에는 행크 스노의 삶과 공을 치하하여 세운 행크 스노 박물관이 있다.

## 같이 보기
- 가장 많은 음반을 판 음악가 목록